# La farfalla impazzita
La farfalla impazzita è un brano musicale scritto da Mogol (testo) e Lucio Battisti (musica), presentato al Festival di Sanremo 1968 nell'interpretazione di Johnny Dorelli e Paul Anka.

## Il brano

### Storia e descrizione
Il brano venne proposto durante la seconda serata del Festival e, dopo la prima doppia esecuzione, non raggiunse la finale.
Il pubblico, alla versione di Paul Anka, preferì quella del cantante italiano che riuscì a interpretare questa ballata lasciando spazio alla parte musicale, senza aggredirla.
Nel 1988, l'artista canadese prese parte al Festival di Sanremo come ospite, proponendo nuovamente il brano insieme ad altri tre: Diana, You Are My Destiny e Ogni volta.

### Pubblicazione
Johnny Dorelli inserì il brano come lato A del 45 giri La farfalla impazzita/Strano (CGD – N 9673), mentre per Paul Anka fu il lato A de La farfalla impazzita/Sono splendidi gli occhi tuoi (RCA Victor – 45N 1537).

### Cover e adattamenti
Una cover del brano fu incisa da Corrado Francia. Successivamente la canzone fu interpretata da altri artisti come Gianni Nazzaro, Bruno Lauzi, Mina, Lucio Battisti (che ne incise una versione inedita), i Dik Dik e, tra gli stranieri, lo statunitense Wess e la britannica Sandie Shaw.
I Los De La Torre ne incisero una versione in spagnolo, La mariposa intranquila, interpretata anche da Miguel Bosé.